# لنگهم، نورفک
لنگهم (به انگلیسی: Langham) یک روستا و محله مدنی در بریتانیا است که در North Norfolk واقع شده‌است. لنگهم ۷٫۰۷ کیلومتر مربع مساحت و ۳۷۲ نفر جمعیت دارد.